# Károly porosz királyi herceg
Károly porosz királyi herceg (németül: Prinz Carl von Preußen, teljes nevén Friedrich Carl Alexander; Berlin, 1801. június 29. – Berlin, 1883. január 21.) porosz királyi herceg, a Porosz Királyi Hadsereg tábornoka, műgyűjtő, a johannita lovagrend protestáns ágának 32. nagymestere.

## Élete

### Származása és ifjúkora
Károly porosz királyi herceg 1801. június 29-én jött világra a berlini Charlottenburg-kastélyban III. Frigyes Vilmos porosz király (1770–1840) és Lujza mecklenburg–strelitzi hercegnő (1776–1810) hatodik gyermekeként, egyben harmadik fiaként. A család tíz gyermekéből három kiskorában elhalálozott, nem érték meg a felnőttkort.
A herceghez édesanyja nagy reményeket fűzött, őt tartotta a legtöbbre gyermekei közül. Károly herceg megjelenésében nem emlékeztetett családjának férfi tagjaira: „arca keskeny és színtelen, haja szürke, testtartása görnyedt.” A herceg születésétől fogva szoros kapcsolatot ápolt nővérével, Sarolta Friderika hercegnővel. A közöttük lévő köteléket az sem gyengítette meg, hogy a hercegnő orosz földre ment férjhez; a herceg élete végéig rendszeres, hosszú látogatásokat tett nővérénél; a herceg az orosz cári hadseregben is tiszteletbeli rangot viselt.

### Katonai pályafutása
Tíz évesként a porosz hagyományoknak megfelelően Károly herceg belépett a porosz hadseregbe, a testőrezredhez került alhadnagyi minőségben. A herceg ugyanakkor sosem mutatott érdeklődést a hadsereg iránt, a hadmozdulatokból kivonta magát. Nevelését éppen ezért 1811-ben a történészként ismert báró Johann Heinrich von Menutoli vette át. A báró megismertette tanítványát az antik és a középkori kultúrával.
A herceg konfirmálása után, 1819-től kezdve a herceg szavazati joggal rendelkező tagja lett a két évvel korábban létrehozott porosz államtanácsnak. 1820-tól kezdve teljesített aktív szolgálatot a seregben; először az 1. gyalogos testőrezredhez került őrnagyként. Két évvel később átvette a 12. gyalogezred ezredesi posztját, ugyanekkor az orosz cári hadseregben tiszti rangot kapott. 1824-ben vezérőrnaggyá léptették elő. 1830-ban már a 2. testőrhadosztályt vezette, s két évvel később altábornaggyá léptették elő. Édesapja halálát követően, bátyja uralkodása alatt kapta meg a gyalogsági tábornoki pozíciót, 1848-tól egy hadosztály főfelülügyelői posztját, 1854-ben pedig a porosz tüzérség élére nevezték ki. A tüzérség első embereként fontosnak tartotta a sereg fegyvereinek korszerűsítését.
Az 1848-as németországi forradalmak idején a herceg a porosz fővárosban tartózkodott, ottani palotáját megnyitotta a politikai összejövetelek számára. Károly herceg személyesen is részt vett az államtanács gyűlésein; uralkodó fivére nevében több alkalommal teljesített diplomáciai szolgálatot. IV. Frigyes Vilmos halála után a herceg második bátyja, Vilmos lépett a porosz trónra. Károly herceg az új uralkodó alatt is folytatta politikai szereplését, 1864–1866 között Mainz tartomány kormányzói tisztségét töltötte be. 1866-ban fivére a tüzérségbél végzett munkáját elismerendő a Pour le Mérite katonai renddel tüntette ki Károly királyi herceget. 1878. augusztus 25-én a holland uralkodó katonai érdemrendet adományozott a hercegnek. Károly herceg 1871-ben a schleswig–holsteini ulánus ezred, két évvel később a gránátos testőrezred parancsnoki pozíciójába került, azonban tisztségeit fivére, a porosz király egyet nem értése miatt nem gyakorolhatta ténylegesen.

### Házassága és gyermekei

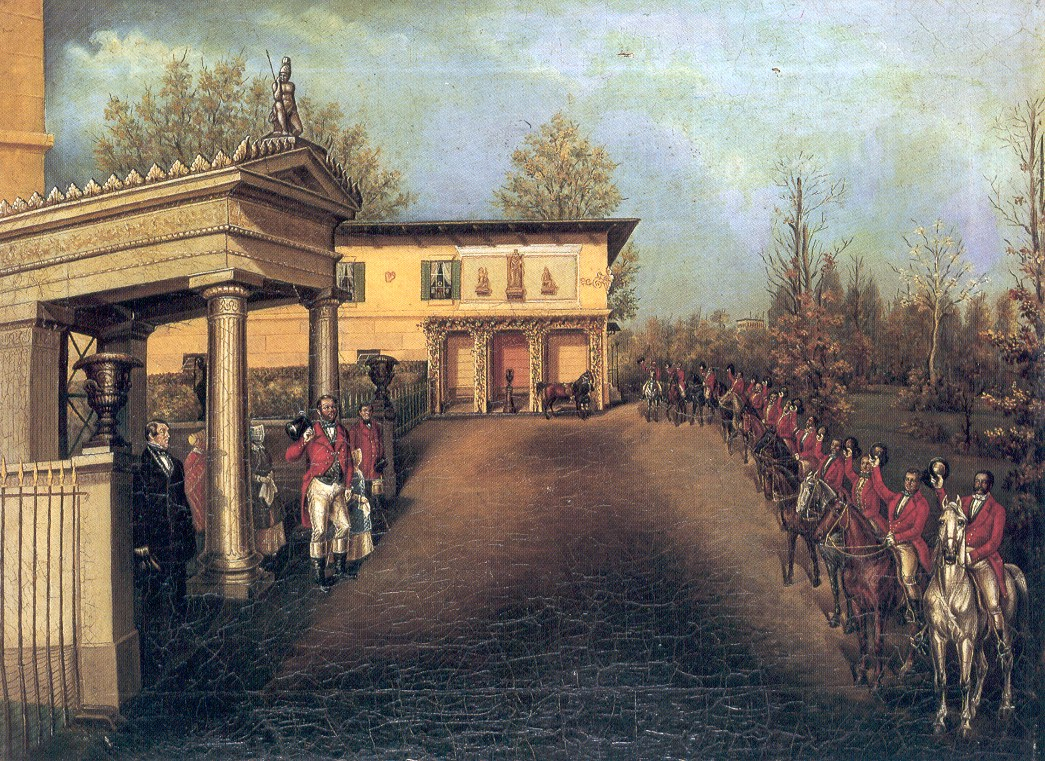
Károly porosz királyi herceg a Glienicke-vadászkastély előtt (1847)

1824-ben a porosz herceg megismerkedett Mária szász–weimar–eisenachi hercegnővel (1808–1877), Károly Frigyes szász–weimar–eisenachi nagyherceg leányával, aki anyai ágon az orosz cári családból származott. A hercegnőbe beleszeretett Károly herceg megkérte választottja kezét annak szüleitől, akik viszont nem adták beleegyezésüket. Mária hercegnő szülei abban reménykedtek, leányuk egy uralkodóhoz vagy egy trónörököshöz mehet feleségül, és mindent megtettek annak érdekében, hogy Károly herceg idősebb bátyja, Vilmos porosz trónörökös elvegye feleségül Mária hercegnőt. Vilmos herceg azonban a lengyel Eliza Radziwiłł hercegnőt szerette volna megkérni, és e tervét édesapja is támogatta. Ezt látva hosszas habozás után Mária hercegnő szülei végül beleegyezésüket adták Károly herceg és leányuk házasságára. 1827. május 26-án a charlottenburgi kastélyban tartották az esküvőt. A házaspár boldog kapcsolatából három gyermek született:
- Frigyes Károly (1828–1885), a Porosz Királyi Hadsereg tisztje, felesége Mária Anna anhalti hercegnő
- Lujza Mária (1829–1901), férje Elek hessen–philippsthal–barchfeldi őrgróf, házassága révén Hessen–Philippsthal–Barchfeld őrgrófnéja
- Mária Anna (1836–1918), férje II. Frigyes Vilmos hessen–kasseli herceg, házassága révén Hessen–Kassel címzetes őrgrófnéja.

Károly porosz herceg 1829-ben vett meg egy telket a Wilhelmstraßén, ahova a neves német építész, Karl Friedrich Schinkel tervei alapján felépítette a később állandó családi otthonként szolgáló téli palotáját. Johann Heinrich von Menutoli báró hatására a herceg szenvedélyes műgyűjtővé. Számos utazást tett olasz városokba történelmi bútorok és művészeti alkotások felkutatása és megvásárlása céljából. A herceg hatalmas vagyona birtokában rengeteg pénzt áldozott műkincsekre, elsősorban vázákra és festményekre, de szintén gyűjtötte a különböző történelmi korok és országok fegyvereit, késeit, kardjait. Kollekcióját palotájában állította ki; ezért is a palotát úgy tartották számon, mint „az apró régiségek egyik leghíresebb tárháza Európában. Különösen fegyver- és páncélgyűjteményéről tartják azt, hogy nem akad párja, leszámítva a nagy állami raktárakat Bécsben és Torinóban.”
1824-ben a porosz királyi herceg megvásárolta a mai Glienicke park területét, ahol – szintén Karl Friedrich Schinkel tervei alapján – kaszinót és Kleine Neugierde néven teapavilont építtetett. A Kleine Neugierde padlóját értékes antik mozaikkal rakatta ki, falára az építész készített festményeket. A herceg kedves nyári tartózkodási helye, a parkban található Glienicke-kastély 1826-ra épült fel; két évvel később pedig a vadászház és a hozzá tartozó vadaskert is elkészült. 1835-ben a Große Neugierde rotundájának felépítésére adott megbízást, s az elkövetkező években a herceg folyamatosan szépítgette, fejlesztgette a parkot, amihez 1859-ben – egyetlen fia számára – a Glienicke-vadászkastélyt is megvásárolta. 1869-ben hat évvel korábban elhunyt szeretett nővére, az orosz cárné emlékére emeltette a herceg a böttcherbergi Loggia Alexandra emlékművet.

### A johannita lovagrend; kései évei
1853 folyamán a porosz uralkodó kérésére Károly porosz királyi herceg felújította a johannita lovagrend protestáns, a porosz uralkodó által alapított ágát. A rend újbóli életre hívására Károly herceg berlini téli palotájában került sor; a rendtagok az első gyűlésen a herceget választották meg nagymesternek. 1863-ban a porosz herceg és a johanniták is részt vettek abban a mozgalomban, mely később a Nemzetközi Vöröskereszt megalapításához vezetett. A herceg és követői olyan szervezeteket támogattak, amelyek önkéntes alapon nyújtottak segítséget a háborús sebesülteknek. 1864. február 17-én a porosz fővárosban létrehozták a sebesült és beteg katonák ellátását felügyelő egyesültet, a Német Vöröskereszt közvetlen elődjét. Károly porosz herceg végrendeletében jelentős összeget – egymillió aranymárkát – hagyott a johannitákra; az összeg kamataiból a rend egy kórházat tartott fenn, ebből nőtt ki a mai lichterfeldei johannita idősek otthona.
Felesége 1877-ben bekövetkezett halála utána herceg észak-afrikai utazást tett. Az idős Károly herceg 1882-ben elesett egy ebéd után, az esés következtében a herceg bal combja eltörött. Előrehaladott kora miatt az orvosok nem fűztek sok reményt felépüléséhez; a herceg azonban ennek ellenére is vállalkozott egy utazásra a Vezúv lábához.
Károly porosz királyi herceg 1883. január 21-én hunyt el nyolcvanegy éves korában a német fővárosban. Utolsó szavai ezek voltak: „Éljen soká a császár.” Halálhírére a színházak bezártak egészen temetése napjáig. A herceget a wannseei Szent Péter és Pál templomban található, számukra épített kriptában temették el felesége oldalára. A temetési szertartást 1883. január 24. és január 25. éjszakáján tartották. Károly porosz királyi herceg johannita nagymesteri címét unokaöccse, Albert porosz herceg örökölte.

## Fordítás
- Ez a szócikk részben vagy egészben  a   Carl von Preußen című német Wikipédia-szócikk ezen változatának fordításán alapul.  Az eredeti cikk szerkesztőit annak laptörténete sorolja fel. Ez a jelzés csupán a megfogalmazás eredetét és a szerzői jogokat jelzi, nem szolgál a cikkben szereplő információk forrásmegjelöléseként.
- Ez a szócikk részben vagy egészben  a   Prince Charles of Prussia című angol Wikipédia-szócikk ezen változatának fordításán alapul.  Az eredeti cikk szerkesztőit annak laptörténete sorolja fel. Ez a jelzés csupán a megfogalmazás eredetét és a szerzői jogokat jelzi, nem szolgál a cikkben szereplő információk forrásmegjelöléseként.